# Tyresö View
Tyresö View är ett höghus beläget i Tyresö kommun. Höghuset ritades av Archus arkitektur på uppdrag av byggföretaget Strabag. Byggnaden är 82 meter hög och består av 23 våningar fördelade av cirka 155 enheter. Tyresö View är 2016 det fjärde högsta bostadshuset i Stockholms län, efter Norra tornens östra torn, Kista Torn och Skatteskrapan, numera Studentskrapan. Under planeringen av byggnaden så tillfördes även ett lamellhus vid sidan om Tyresö View. Lamellhuset är 29 meter högt med 7 våningar som fördelas på 29 lägenheter. Under planeringen bestämde man sig även för att utöka Tyresö Centrum i koppling till Lamellhuset med cirka 3 000 kvadratmeter för butiker.

## Byggprojekt
Egentligen började planerna för ett höghus i Tyresö centrum redan 2004, men stoppades när finanskrisen kom. Under 2008-2009 påbörjades en ny planeringen av ett höghus i Tyresö centrum. Målet var att byggnaden skulle bli ett nytt modernt landmärke med ett eget café, och nya butiker ut mot Tyresö stadspark. Den 19 juni 2012 togs det första spadtaget. Byggnaden stod helt färdig våren 2013 och inflyttning skedde senare under 2013-2014.  I juni 2015 skrev Tyresö kommun ett kontrakt med byggherren Strabag om att de även skulle bygga Tyresö stadspark. Parken hade invigning i september 2015.